# Diploglossus lessonae
Diploglossus lessonae là một loài thằn lằn trong họ Anguidae. Loài này được Peracca mô tả khoa học đầu tiên năm 1890.

## Từ nguyên
Tên khoa học của loài này Diploglossus lessonae được đặt để vinh danh nhà động vật học người Ý Michele Lessona.